# Двенадцатый
Двенадцатый — река в России, протекает по Зейскому району району Амурской области. Длина реки — 16 км.
Начинается на северной оконечности хребта Соктахан, в елово-лиственничной тайге. Течёт в северо-восточном направлении по заболоченной тайге и болотам. Впадает в Ижак слева в 54 км от его устья.
В низовьях пересекается железнодорожной линией Новый Ургал — Тында.

## Данные водного реестра
По данным государственного водного реестра России относится к Амурскому бассейновому округу, речной бассейн реки Амур, речной подбассейн реки — Зея, водохозяйственный участок реки — Зея от истока до Зейского гидроузла.
Код объекта в государственном водном реестре — 20030400112118100025432.